# 니시키 시장

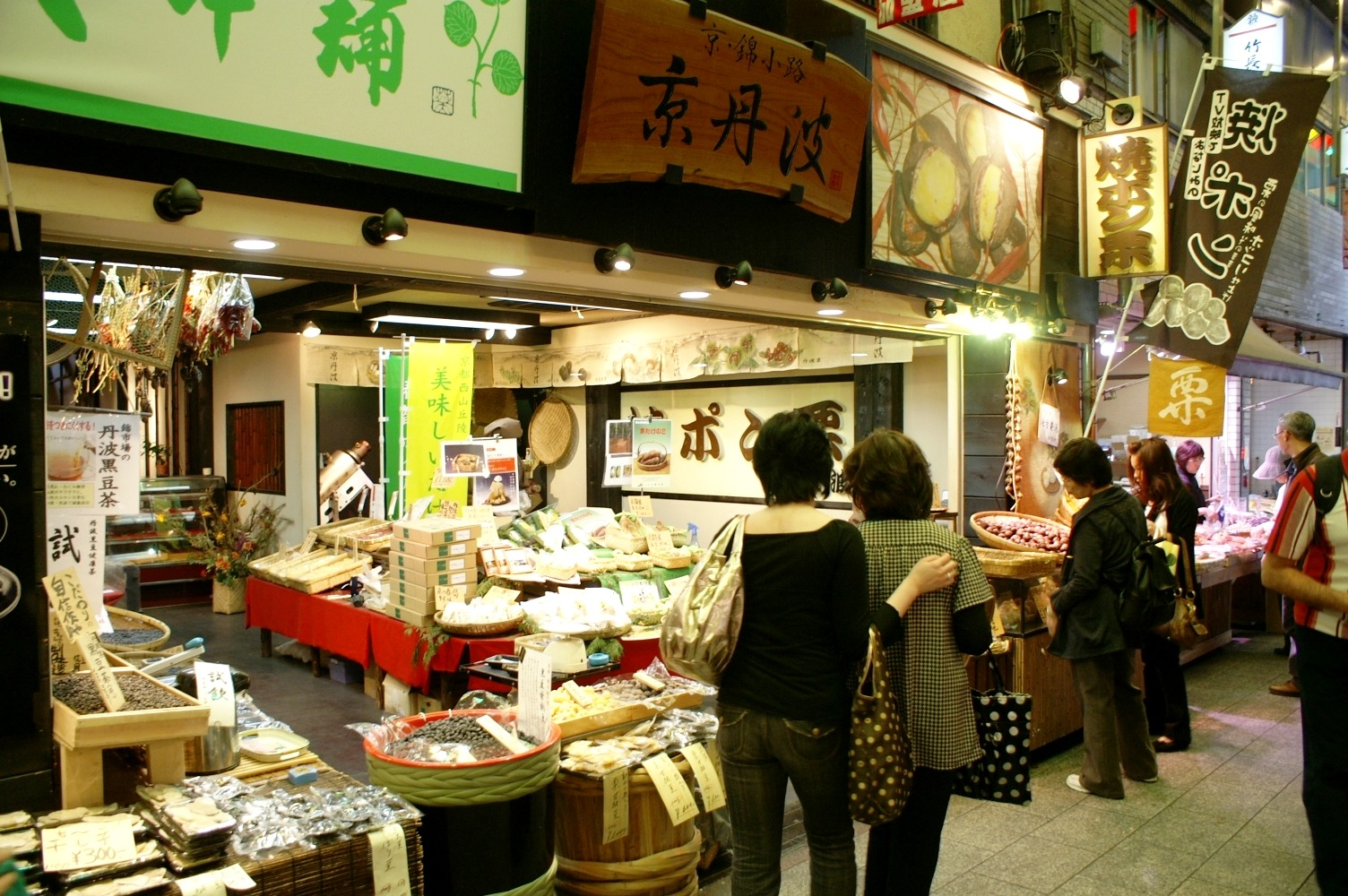
니시키 시장

니시키 시장(일본어: 錦市場, 니시키 이치바)은 일본 교토시의 시내에 위치한 시장으로, 시조 거리의 북쪽, 데라마치 거리의 서쪽에 위치해있다. 교토의 다양한 먹거리와 기념품 가게가 위치해 있다.

## 상점
아리츠구라는 유명한 수제칼 상점이 니시키 시장에 있다.